# Petit-Bourg
Petit-Bourg (en criollo, Ti Bou o Tibou) es una ciudad (en francés, ville) situada en el departamento de Guadalupe, en Guadalupe. Tiene una población estimada, en 2019, de 24 753 habitantes.

## Situación
La ciudad está situada en el este de la isla guadalupana de Basse-Terre.

## Toponimia
Hasta el siglo XIX se llamó Petit-Cul-de-Sac.

### Barrios y/o aldeas
Arnouville, Barbotteau, Bas-Carrère, Basse-Lézarde, Bel Air des Rozières, Bel-Vu, Bergette, Blonde, Bois-de-Rose, Bovis, Cabou, Caféière, Carrère, Colin, Cocoyer, Daubin, Duquerry, Fougère, Grande Savane, Hauteurs-Lézarde, Juston, La Grippière, Lamothe, Main-Courante, Montauband, Montebello, Morne-Bourg, Pointe-à-Bacchus, Poirier, Prise d'Eau, Rougeole, Saint-Jean, Tabanon, Tambour, Trinité, Vernou, Versailles, Viard y Vinégri. 

### Demografía
| Gráfica de evolución demográfica de Petit-Bourg entre 1961 y 2019 |
|                                                                   |

Fuente: Insee

### Comunas limítrofes
| Noroeste: Lamentin               | Norte: Baie-Mahault | Noreste: Bahía de Pequeño Cul-de-Sac marino |
| Oeste: Bouillante y Pointe-Noire |                     | Este: Bahía de Pequeño Cul-de-Sac marino    |
| Suroeste Vieux-Habitants         | Sur: Goyave         | Sureste: Bahía de Pequeño Cul-de-Sac marino |